# Massakern i Marikana
Massakern i Marikana syftar på dödsskjutningarna i samband med en gruvdemonstranter i Marikana, i närheten av Rustenburg, Sydafrika, den 16 augusti 2012. I den sydafrikanska pressen har händelsen beskrivits som en massaker och jämförts med Sharpevillemassakern på 1960-talet. Detta var första gången sedan 1960 och slutet av apartheid-eran som polisen dödat så många civila vid ett enskilt tillfälle.

## De första protesterna
Den 10 augusti 2012 påbörjade gruvarbetarna en vild strejk i syfte att få lönen höjd med 12 500 rand, vilket motsvarade en tredubbling av deras månadslön (från omkring 500 dollar till omkring 1500 dollar). 

## Reaktioner
Sydafrikas president Jacob Zuma uttryckte chock och bestörtning över våldet och manade fackföreningarna att arbeta tillsammans med regeringen för att få bukt med situationen. Även oppositionspartiet Demokratiska Alliansen kritiserade polisaktionen. 

## Efterspel
Den 26 juni 2015 meddelas det att landets polisminister Nkosinathi Nhleko och vicepresidenten Cyril Ramaphosa frias från inblandning i massakern av Farlam-kommissionen. Farlam-kommissionen, döpt efter den pensionerade domaren Ian Farlam som ledde utredningen, rekommenderade åklagare att fortsätta utredningen om poliserna som var i Marikana när de 34 arbetarna dödades den 16 augusti 2012. Inga poliser har arresterats eller åtalats hittills.